# Жохово (Поморське воєводство)
Жохово (пол. Żochowo) — село в Польщі, у гміні Потенґово Слупського повіту Поморського воєводства.
Населення — 176 осіб (2011).
У 1975-1998 роках село належало до Слупського воєводства.

## Демографія
Демографічна структура станом на 31 березня 2011 року:
|          | Загалом | Допрацездатний вік | Працездатний вік | Постпрацездатний вік |
| -------- | ------- | ------------------ | ---------------- | -------------------- |
| Чоловіки | 85      | 24                 | 58               | 3                    |
| Жінки    | 91      | 22                 | 54               | 15                   |
| Разом    | 176     | 46                 | 112              | 18                   |